# 그리스도 신화론
그리스도 신화론은 역사적 예수의 실존에 의심을 품는 예수론을 말한다. 여기에는 나사렛의 예수라는 존재가 역사적 인물이 아니라 다양한 고대 신화의 구성을 차용한 완전한 허구라는 관점에서부터, 기원전 1~2세기에 존재했던 종교 지도자의 생애에 대한 전승이 각색되어 창조된 혼합적 인격이라는 관점과, 복음서가 다루는 예수에는 첨가된 내용이 많아 실제 역사 인물을 구성하기 불가능하다는 관점까지가 포함된다. 이 이론의 지지자들은 신약에서 다루는 예수의 실존에 대한 역사적 증거가 빈약하고, 복음서의 예수가 미트라교와 같은 로마 제국 시대 밀의 종교의 신들과 삶-죽음-부활 구성의 뚜렷한 유사점을 가진다는 점에 대해서 지적한다.
신화적 예수론은 최초에 1870년대 프랑스의 계몽주의 사상가인 콘스탄틴-프랑소와 볼니와 샤를 프랑소와 뒤피에 의해 제안되었지만, 역사가이자 이론가인 부르노 바우어가 20세기 초 성서 연구 분야에서 주목받는 작업을 하기 시작한 1840년대까지는 학자들에 의해 주목받지 못했다. 최근에는 얼 도허티나 로버트 M. 프라이스, 조지 앨버트 웰스 같은 저자들에 의해 이에 대한 논쟁이 다시 부상하였다. 그러나 주류 성서 역사가나 학자들은 이 이론을 지지하지 않고 있다.

## 논쟁

### 가장 이른 시기의 기록
예수의 생애에 대한 가장 이른 시기의 기록은 기독교 저자들에 의해 이루어졌다(신약성서, 사도 교부, 신약성서 외경 등).

#### 신약성서의 서간
바울(바울)의 서간들은 현존하는 기독교 문헌 중에서 가장 이른 시기에 저술된 것이다. 이들 서간에는 예수의 생애와 사역에 대해 복음서처럼 상세하게 기술되어 있지 않지만, 그가 인간이었음을 나타내는 구절을 포함하고 있다. 예를 들어 "그의 아들에 관하여 말하면 육신으로는 다윗의 혈통에서 나셨고", "곧 죄로 말미암아 자기 아들을 죄 있는 육신의 모양으로 보내어",, "예수 그리스도께서 십자가에 못 박히신 것이 너희 눈 앞에 밝히 보이거늘" 등이 있다. 바넷은 바울의 서간에서 찾을 수 있는 예수의 생애에 대한 기술을 15개 항목으로 정리했는데 이는 다음과 같다. 1) 아브라함의 후손임, 2) 다윗의 직계 후손임, 3) 여자에게서 태어남, 4) 가난하게 삶, 5) 법 아래에서 나고 삶, 6) 야고보라는 동생이 있음, 7) 검소한 생활 방식을 이끔, 8) 주로 유대인에게 사역함 등.
리처드 토머스 프란스는 파울로스가 예수를 물리적 존재로서 언급하지 않았다는 데에는 동의하지 않는다. 그는 침묵으부터의 논증은 신뢰성이 없고, 로마서 1:3에서처럼 파울로스의 서간에서 나타나는 예수의 생애에 대한 몇가지 역사적 증거가 있다고 주장한다.
조지 앨버트 웰스는 목회 서간을 제외한 바울의 서간과 히브리서, 야고보서, 베드로전서, 요한서, 요한 묵시록에 언급되는 역사적 예수에 대한 관점을 제시했다. 웰스는 이들 책에서 예수가 "기본적으로 과거 불특정 기간에 은밀히 사람으로서 땅 위에 있었던 초자연적 인격"을 나타낸다고 주장한다. 웰스는 최초 기독교의 예수에 대한 관점이 어떤 역사적 인물의 생애에 기반한 것이 아니라 유대인들의 '지혜 문학'에서 그려져왔던 인격화된 '지혜' 전승의 영향을 받은 것이라고 간주한다.
얼 도허티는 더 급진적인 관점을 취하는데, 그는 초기의 서간 저자들이 예수가 땅 위에 존재했다는 것을 전혀 믿지 않았다고 여긴다. 도허티는 초기의 기독교인들이 지상의 세계와 보다 높은 차원의 영적 세계 구별한 플라톤주의적 우주론을 받아들였고, 예수가 단지 "영적 세계에서의 더 낮은 차원으로 내려간" 것으로 여겼다고 주장한다. 그는 또한 이 같은 관점이 목회 서간이나 베드로후서, 그 밖에 신약성서 외의 2세기 기독교 문헌에서도 받아들여졌다고 제안한다. 도허티는 이들 책에서 외견상 땅 위의 사건, 그리고 역사적 예수에 대해 언급한 것으로 보이는 구절들이 실제로는 우의적 은유에 해당된다고 말한다. 이에 반대하는 사람들은, 그러한 해석이 논리적으로 억지스럽고 목회 서간인 디모데전서에서 예수가 "육신으로 나타나셨다"고 언급되었다는 점을 들어서, 얼 도허티의 주장을 사실과 다른 명백한 오류라고 간주한다.

## 같이 보기
- 예수의 역사적 실존
- 역사적 예수